# 淞航号
淞航号是中華人民共和國第一艘远洋渔业资源调查船，由中華人民共和國农业部和上海市人民政府共同投资建造，於2017年10月30日交付上海海洋大学使用。淞航号总吨位3166吨，船舶总长85米，最大航速15节，续航能力1万海里。2017年11月8日，淞航号首航。